# Burgstall Schwabing
Der Burgstall Schwabing ist eine abgegangene hochmittelalterliche Niederungsburg auf 508 m ü. NHN im Bereich der Gohren-, Biedersteiner-, Haimhauser- und Occamstraße von Schwabing, einem Stadtteil der Landeshauptstadt München in Bayern. 
Die Anlage wird nicht als Bodendenkmal im Bayernatlas ausgewiesen.

## Geschichte
Die Burg soll im 12./13. Jahrhundert von den Herren von Schwabing errichtet worden sein, darauf folgte die Familie Gollier. 1336 wird sie zwar erwähnt, sie soll vor diesem Zeitpunkt aber bereits zerstört worden sein.